# Flaga OPEC

Flaga OPEC

Błękitny płat jest symbolem porozumienia – Organizacji Krajów Eksportujących Ropę Naftową. W centrum znajduje się emblemat ze stylizowanych inicjałów organizacji (OPEC).
Przyjęta w 1970 roku.